# Иштван Козма
Иштван Козма (мађ. Kozma István) је био мађарски фудбалер, репрезентативац. Проглашен је фудбалером године у Мађарској 1988. године.

## Каријера
Каријеру је започео у ТК Шалготарјани у својој родној Мађарској. Козма је потом прешао у ФК Ујпешт, а затим у шампиона француске Лиге 1 Бордо. У децембру 1989. потписао га је Џим Лешман за шкотски тим Данфермлајн Атлетик за 550.000 фунти, што је још увек рекордна клупска трансферна накнада.
Код Данфермлајна Козма је постао миљеник навијача играјући 103 пута и постигао девет голова (у збир су укључени су сви мечеви, лигашки, куп и пријатељски). У фебруару 1992. био је изненадна куповина за Ливерпул, а Грем Сунс је потписао уговор са Мађаром за 300.000 фунти. Козма није имао пуно шанси на пробој у први тим Ливерпула. У сезони 1991/92 одиграо је пет лигашких наступа и два у ФА купу. У сезони 1992–93. играо је за ФА Чарити Шилд 1992, а затим је имао један наступ у лиги као замена и још један наступ замене у Лига купу, пре него што је пуштен у јулу 1993. Његов лош учинак у Ливерпулу донела му је 2007. године лошу репутацију и што га је Тајмс Онлајн оценио као четвртог најгорег играча који је икада играо у Премиершипу.
Потом се вратио у ФК Ујпешт. У сезони 1995/96. играо је за АПОЕЛ на Кипру где је после невероватних наступа довео свој тим до дубла. Следеће сезоне је помогао АПОЕЛ-у да поново освоји Суперкуп и Куп.
За репрезентацију Мађарске је играо 40 пута, једном постигао гол.

## Достигнућа
- Прва лига Мађарске у фудбалу
  - шампион: 1997/98
  - 2.: 1986–/87, 1994–/95
  - 3.: 1987–/88, 1998/99
- Куп Мађарске (МНК)
  - победник: 1987
- Енглески куп
  - победник: 1992
- Кипско првенство
  - шампион: 1995/96
- Куп Кипра
  - победник: 1996, 1997
- Куп победника купова у фудбалу (КПК)
  - четвртфиналиста: 1983/84

Тренер
| Екипа  | од–           | –до               | Статистика | Статистика | Статистика | Статистика | Статистика  | Статистика      | Статистика  | Статистика   |
| Екипа  | од–           | –до               | Утакмица   | Победа     | Нерешено   | Пораза     | Дато голова | Примљено голова | Гол разлика | % успешности |
| ------ | ------------- | ----------------- | ---------- | ---------- | ---------- | ---------- | ----------- | --------------- | ----------- | ------------ |
| Ујпешт | 27. јул 2013. | 20. октобар 2013. | 11         | 2          | 4          | 5          | 16          | 19              | –3          | 18,2%        |

 У Ујпешту је био тренер заједно са Марком Лелијевром